# Aprovechamiento tipo
En el urbanismo español, el aprovechamiento tipo es un parámetro usado para determinar los derechos urbanísticos que genera una determinada superficie de suelo afectado por una actuación urbanística. Es el resultado de dividir el aprovechamiento total del área de reparto por la superficie de suelo incluida en la misma.

## Concepto según distintas leyes
Aprovechamiento tipo es la edificabilidad unitaria que el planeamiento establece para todos los terrenos comprendidos en una misma Área de Reparto, a fin de que a sus propietarios les corresponda en régimen de igualdad un aprovechamiento subjetivo idéntico o similar, con independencia de los diferentes aprovechamientos objetivos que el Plan permita construir en sus fincas. (Según Art. 60 Ley Reguladora de la Actividad Urbanística Valenciana, 1994). 
Aprovechamiento tipo es la edificabilidad unitaria, ponderada, en su caso, con los correspondientes coeficientes correctores, que el planeamiento establece para todos los terrenos comprendidos en una misma área de reparto. (Según Art. 71 Ley Ordenación Territorio Urbanismo y Paisaje Ley 5/2014 25 julio).
Aprovechamiento tipo: la edificabilidad unitaria ponderada que el planeamiento establece para todos los terrenos comprendidos en una misma área de reparto o ámbito espacial de referencia. (Según Disposición Premliminar 3.3 del Texto Refundido de la Ley de Ordenación del Territorio y de la Actividad Urbanística de Castilla-La Mancha).

## Cálculo de aprovechamiento tipo

### ¿En qué momento se fija el aprovechamiento tipo?
El aprovechamiento tipo se fija al determinar el área de reparto y concretar la edificabilidad bruta de los sectores que la componen y los suelos de sistemas generales o red primaria de dotaciones públicas que deben obtenerse con cargo a dichos sectores.
Salvo excepciones, las áreas de reparto se determinan en el Plan General.

### ¿Cómo se calcula?
Para calcular el aprovechamiento tipo hay que tener en cuenta toda la superficie que se va a poder construir de edificación en los sectores que forman parte del área de reparto y esa superficie de edificación, repartirla entre toda la superficie de suelo del área.
Como quiera que en un área de reparto puede haber sectores con tipologías o usos distintos, la superficie construible en estos casos habrá que homogeneizarla previamente aplicando los correspondientes coeficientes de homogeneización.

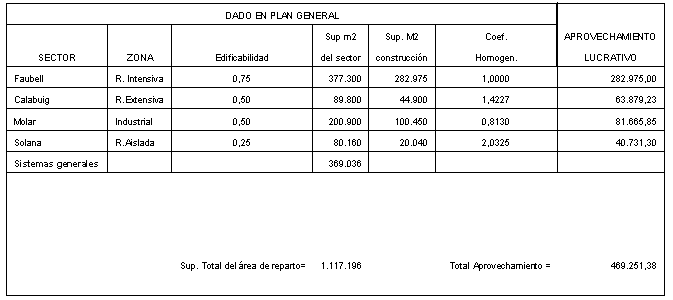
Cuadro de un área de reparto.

En el cuadro adjunto se incluyen dentro del área de reparto cuatro sectores con tipologías distintas y una superficie de Sistemas Generales que debe obtenerse con cargo al área de reparto. Como se observa, se aplican distintos coeficientes de homogeneización para cada tipología.
El aprovechamiento lucrativo de cada sector es el producto de multiplicar la superficie que se puede construir por el coeficiente de homogeneización.
El aprovechamiento tipo en este caso será At = 469.251,38 / 1.117.196 = 0,42
Esta superficie se afecta por el coeficiente "K", el cual es siempre menor de la unidad y que reduce el aprovechamiento lucrativo de la parecela.